# دیوار خشک
1. Cripple
2. تیر نعل درگاهی پنجره
3. صفحه بالایی / دیوار بالایی
4. زیر پنجره
5. استاد
6. تیر پایه / صفحه ی زیری / صفحه پایینی

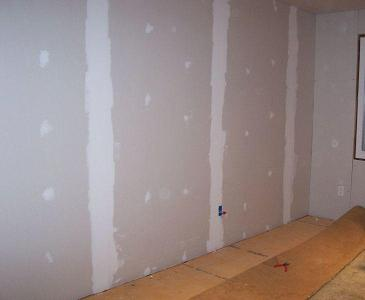
دیوار خشک (Drywall) که عمودی کار گذشته شده و در آن اندود درزبندی به کار رفته‌است.

قاب بندی دیوار معمولی با چوب platform framing

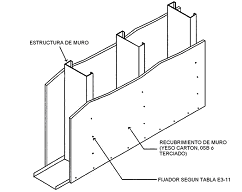
قاب بندی دیوار با مقاطع سرد نور شده

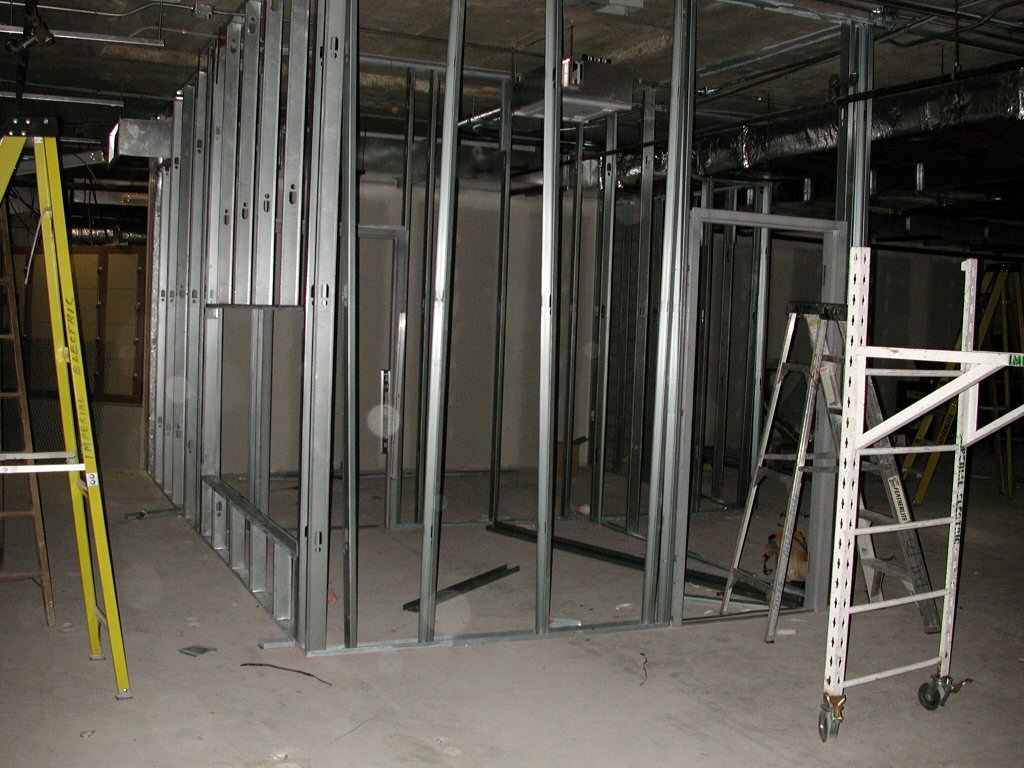
مقاطع سرد نور شده

در ساختمان‌سازی به ورقه ای از گچ که میان دو لایه ضخیم از کاغذ یا مقوا فشرده شده و برای ساخت دیوارهای جداکننده داخلی و سقف از آن بهره بگیرند دیوار خشک (Drywall) یا گچ‌برگ (Gypsum Board) گفته می‌شود. از تخته سیمان یا Cement board به منظور پوشش خارجی دیوارهای  خارجی ساختمان و از دیوار خشک به منظور پوشش داخلی دیوارها، در قاب‌بندی فولادی سبک استفاده می‌شود.
این محصول را از آن جهت دیوار خشک می‌نامند که در هنگام نصب و اجرای آن از مصالح تر مانند سیمان و گچ استفاده نمی‌شود.
دیوارهای خشک به وسیله قاب‌بندی چوبی یا قاب‌بندی فولادی سبک نصب و مسلح می‌شود؛ لذا در هنگام زلزله رفتار یکپارچه دیوار باعث استحکام بیشتر آن می‌شود.
دیوار خشک از دسته «دیوارهای پیش ساخته» است که امروزه به عنوان یکی از راه حل‌های جایگزین دیوارهای سنتی با مصالح بنایی غیر مسلح (آجر فشاری، آجر سفالی، بلوک سیمانی غیر مسلح) استفاده می‌شود. از دیوار خشک به عنوان دیوار جداکننده‌داخلی، پوشش‌های نهایی و پوشش سازه‌های بنا استفاده می‌شود.استفاده از دیوار خشک به جای دیوار بنایی باعث کاهش بار مرده به میزان ۳۵ درصد، کاهش نیروی مؤثر زمین‌لرزه بر ساختمان به میزان ۶۰ درصد، و کاهش هزینه تأمین ایستایی ساختمان می‌شود.
دیوار خشک در آمریکا و بسیاری از کشورهای توسعه یافته، مصالح رایج در ساخت دیوارهای جداکننده داخلی در ساختمان‌های سازه بتنی، سازه فولادی و سازه چوبی است؛ و استفاده از دیوارهای جداکننده با مصالح بنایی غیر مسلح (آجر فشاری، آجر سفالی، بلوک سیمانی غیر مسلح) در اکثر کشورهای توسعه یافته منسوخ شده‌است.
برای اجرای دیوار خشک در سازه‌های بتنی و فولادی از مقاطع سرد نور شده و در سازه‌های چوبی از چوب در بین دو جدارهٔ دیوار استفاده می‌شود.
دیوارهای خشک که در ایران با نام تجاری کناف شناخته می‌شوند، دیوارهای غیر باربری هستند که برای تقسیم فضاهای داخلی ساختمان استفاده می‌شوند این ساختار شامل قاب‌های فولادی سبک با فولاد سرد نورد شده (مشابه با سازهای با قاب‌بندی فولادی سبک یا ال اس اف LSF) با مقاطع U , C بوده که صفحات گچ‌برگ در یک یا چند لایه، به وسیله پیچ مخصوص بر روی آن‌ها نصب می‌شوند. درزهای میان این صفحات به وسیلهٔ نوار و بتونهٔ مخصوص درزگیری شده، به نحوی که در انتهای کار، سطحی یکپارچه و بدون درز که قابلیت رنگ‌آمیزی و کاشی‌کاری یا هر نوع پوشش نهایی دیگری خواهد داشت، حاصل می‌گردد. فضای خالی داخل دیوار، امکان استفاده از انواع عایق حرارتی و صوتی را فراهم نموده و همچنین عبور و دسترسی به تأسیسات الکتریکی و مکانیکی را به راحتی میسر می‌سازد.

## مزایا

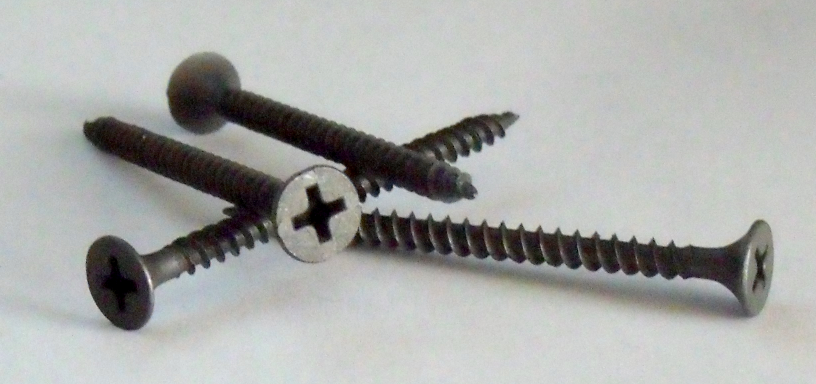
پیج های مخصوص دیوار خشک

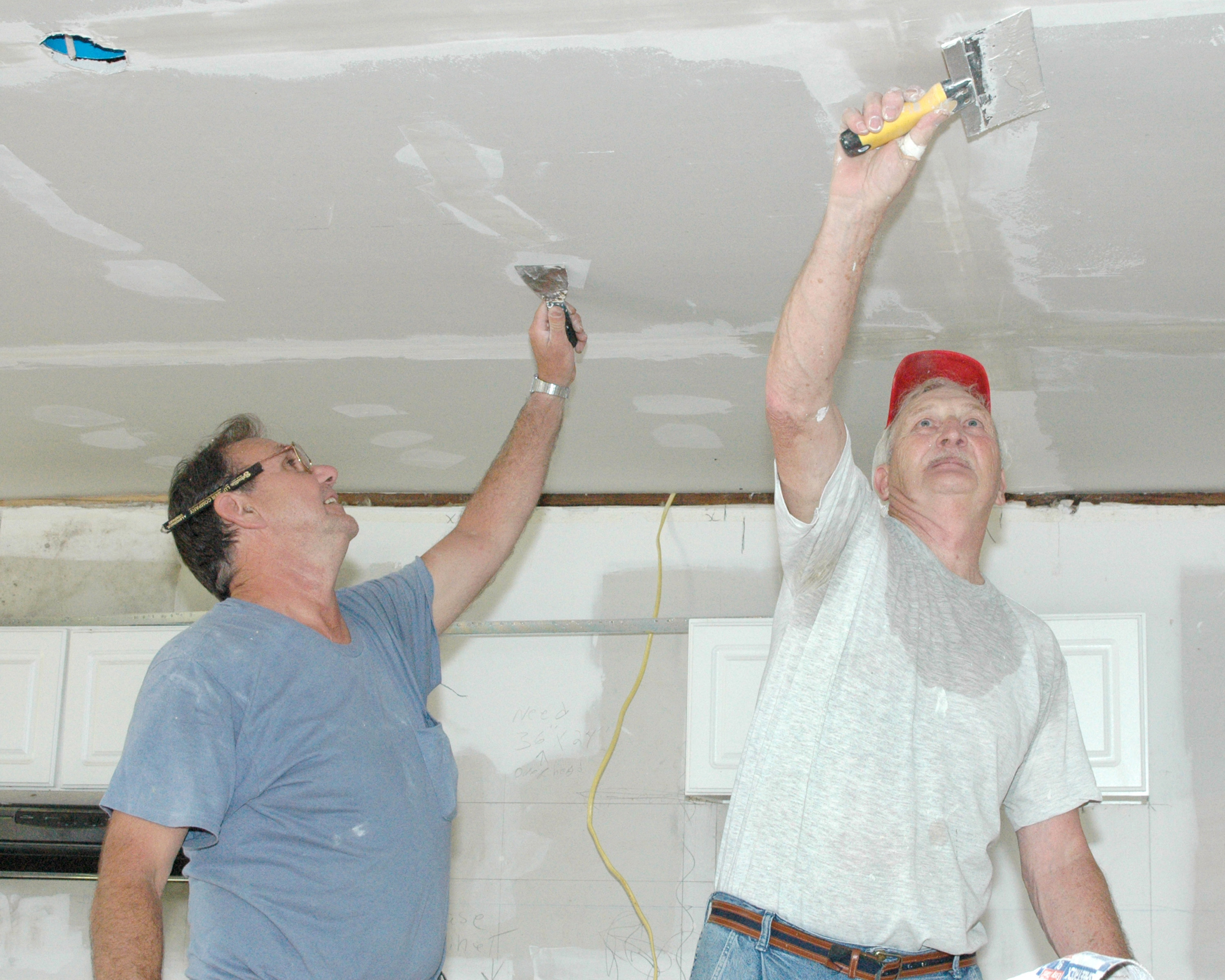
زدن مرکب بین اتصالات

برخی از مزایای استفاده از دیوارهای خشک (Drywall) در ساختمان در مقایسه با دیوارهای بنایی سنتی عبارتند از:
- کاهش بار مرده ساختمان و در نتیجه تأثیر چشمگیر در کاهش بار وارده ناشی از زلزله
- تأثیر میان قابی مناسب دیوارهای خشک در تعامل با سازه در هنگام زلزله به علت اتصال قاب دیوارهای خشک به سازه
- حذف مصالحی نظیر پروفیل‌های آهنی، میلگرد، آجر، بلوکهای سیمانی و سفالی، شن و ماسه، سیمان، گچ، خاک رس و آب پس از اجرای اسکلت و سقفها و صرفه جویی در هزینه‌های ناشی از پرت مصالح و حمل مصالح به طبقات
- عدم نیاز به ادوات جوشکاری و حذف هزینه مصرف برق و مشکلات مربوطه در مناطق شهری
- سرعت بالای اجرا (در حدود ۳ تا ۴ برابر نسبت به سیستم سنتی) و حذف هزینه‌های بالاسری مربوط به استقرار اکیپ اجرایی سنتی
- کاهش زمان خواب سرمایه (از زمان شروع ساختمان تا اتمام مرحله نازک کاری)
- قابلیت‌های چشمگیر در عایق بندی حرارتی و تطبیق هرچه بیشتر با استانداردهای مبحث نوزدهم مقررات ملی ساختمان
- قابلیت‌های چشمگیر در عایق بندی صوتی در برابر تراگسیل صدای کوبه ای و هوابرد در ساختمان
- اجرای تأسیسات مکانیکی و برقی همزمان با اجرای تیغه‌ها و با استفاده از فضای خالی میان تیغه‌ها
- دسترسی آسان به تأسیسات مکانیکی و برقی در هنگام بروز مشکلات تأسیساتی و ترمیم آسان و سریع تیغه‌ها و سقفهای کاذب بدون نیاز به مصالح سنتی
- حذف مرحله نظافت ساختمان از ملاتهای سیمانی و گچ و خاک و تمیزی دیوارها، کف و قابهای در و پنجره
- کاهش چشمگیر حجم نخاله‌های ساختمانی و هزینه‌های ناشی از نظافت و حمل نخاله‌ها به خارج از ساختمان
- کیفیت ثابت و استاندارد مصالح دیوارهای خشک به دلیل تولید صنعتی و حذف هزینه‌های ناشی از عدم یکنواختی مصالح سنتی و انبار کردن مصالحی نظیر سیمان و گچ و حفاظت در برابر اثرات رطوبت و ناکارآمدی مصالح
- کاهش بار مرده تیغه‌ها و امکان دخیل کردن در محاسبات اسکلت و فونداسیون مطابق مبحث ششم مقررات ملی ساختمان و صرفه جویی قابل توجه در مصالح اسکلت و فونداسیون
- افزایش فضای مفید واحدها به دلیل کاهش ضخامت تیغه‌ها (تقریباً در یک واحد ۱۵۰ مترمربعی ۸ مترمربع به فضای مفید واحد اضافه می‌شود)
- قابلیت اجرا بر روی کف تمام شده که تغییرات آتی معماری بنا را بسیار آسان می‌کند.
- عدم نیاز به شاغول و تراز کردن در هنگام کاشی و سرامیک کاری بر روی دیوار و کف و افزایش سرعت کاشی و سرامیک کاری
- حذف زمان خشک شدن نازک کاری جهت رنگ آمیزی خصوصاً در ماه‌های سرد سال

## ساختار دیوار خشک
این ساختار شامل گچ (دارای خواص شیمیائی مخصوص با مقاومت مناسب در برابر آتش‌سوزی) که بین دو لایه از ورقهای مقوائی مخصوص قرار می‌گیرد می‌باشد.
ورق روئی برای اجرای انواع مختلف پوشش نهائی شامل:
(بتونه کاری، رنگ آمیزی، کاغذ دیواری و...) و یک ورق قوی به عنوان لایه زیرین استفاده می‌شود. این نوع ساختار خشک با مقاومت خوب و مناسب در مقابل آتش‌سوزی و قابل نصب بر روی قاب‌ بندی چوبی یا قاب بندی فولادی سبک و دیوارهای معمولی می‌باشد. این سیستم طوری طراحی شده تا با پوشش مناسب در درزهای اتصال به یک سیستم یکپارچه تبدیل گردد. با استفاده از این سیستم علاوه بر کاهش بار مرده ساختمان اثرات تخریبی حاصل از نیروی زلزله بر ساختمان کاهش یافته و از خسارتهای جانی زیاد در زمان وقوع زلزله جلوگیری می‌شود.
طراحان و مهندسین ترکیه پس از زلزله سنگین کوشیلی Kocaili و خسارات سنگین و تخریب بسیاری از ساختمانها و کشته شدن بسیاری از مردم، کلیه ساختمان‌های جدید را با این سیستم اجرا می‌نمایند. در این کشور میزان استفاده از این دیوارها به حدود ۱۰ برابر گذشته افزایش یافته‌است.
در ایران طبق آئین نامه ۲۸۰۰، سبک‌سازی تا مرحله‌ای صورت می‌گیرد که ممان مقاوم واژگونی به ممان محرک از ۱/۷۵ کمتر نشود.

## تاریخچه
قبل از انقلاب ساختار گچی خشک که پس از جنگ جهانی دوم اتفاق افتاد، روکشهای گچی از جمله مصالح انحصاری برای نازک کاری داخلی منازل مسکونی، ساختمان‌های اداری، انبارها، بیمارستان‌ها، مدارس، دانشگاه‌ها و انواع مختلف کارهای بنائی بحساب می‌آمد.
این سیستم از حدود ۸۰ سال پیش در امریکا و ۶۰ سال گذشته در کشورهای اروپائی به‌طور گسترده‌ای در منازل مسکونی و ساختمان‌های بلند مرتبه استفاده می‌شود.

## تفاوت دیوار خشک با مصالح بنایی
تفاوت این سیستم با دیوارهای اجراشده با مصالح بنائی، پلاستر (گچ و خاک و سفید کاری)، استفاده از نیروی کار کمتر، تمیزی محوطه، پرت و دورریز کمتر، جلوگیری از دوباره کاریها (شامل تخریب گچ و خاک و دیوار جهت عبور لوله‌های تاسیسات برقی و تعمیر مجدد آن)، عدم وجود رطوبت در ملات خیس و زمان لازم جهت خشک شدن، سرعت در کار، هزینه‌های اقتصادی، می‌باشند.

## ویژگی‌های قابل توجه دیوار خشک
کنترل صدا
این نوع ساختار در دو لایه و بر روی قاب‌ بندی چوبی یا قاب بندی فولادی سبک نصب می‌گردد. از این رو با قرار دادن مواد مخصوص مانند پشم شیشه، پشم سنگ یا یونولیت از انتقال صدا، از یک فضا به فضای دیگر جلوگیری می‌شود. این دیوار در مقابل ترک خوردگی ناشی از حرکت جزئی سازه، انقباض حرارتی و انبساط حرارتی، دارای مقاومت لازم می‌باشند.
وزن سبک
این نوع مصالح دارای وزن کمتری نسبت به مصالح سنتی (بلوک، آجر و غیره) در شرایط دارای ضخامت یکسان می‌باشند؛ بنابراین هزینه حمل و نقل آن‌ها تا میزان قابل توجه‌ای، کاهش می‌یابد. از دیدگاه طراحی نیز استفاده از این مصالح، باعث کمتر شدن سایز و اندازه اعضاء سازه‌ای، کفها بعلت کاهش بار مرده، می‌گردد. کاهش وزن
در تقلیل اثرات زلزله بر روی سازه نیز تأثیر بسزائی دارد.
سرعت در نصب و اجرا
در فصل زمستان بعلت برودت زیاد هوا، سرعت انجام کارهای ساختمانی کاهش می‌یابد؛ ولی با استفاده از این سیستم، امکان نصب و اجرای در هر شرایطی وجود داشته و ساختمان بسرعت قابل بهره‌برداری می‌گردد. از دیدگاه دیگر این ساختار در کارخانه تولید و در کارگاه ساختمانی انبار می‌گردد؛ بنابراین محصول تولید شده، به راحتی بریده و بسرعت نصب می‌گردد. پس از نصب دیوار و سقف با این سیستم، عملیات نقاشی، کاغذ دیواری و غیره، بلافاصله انجام می‌گردد. در این حالت نیازی به سپری شدن زمان برای آماده شدن بستر برای انجام نقاشی مانند مصالح سنتی نمی‌باشد.